# Erna Rüppel
Erna Rüppel, geborene Marcus (geb. 11. Februar 1895 in Barmen; gest. 28. Juni 1970 in Solingen), war eine deutsche Kinderärztin. Die Medizinerin jüdischer Herkunft überlebte die NS-Zeit in verschiedenen Verstecken und mit falschen Papieren.

## Biographie

### Herkunft und Ausbildung
Erna Marcus wurde als Tochter des Kaufmanns Siegmund Marcus und dessen Ehefrau Henriette, geborene Feist, geboren. Der Vater von Henriette Feist, Joseph Feist aus Linz, lebte seit Anfang der 1850er Jahre in Solingen und war der Begründer der renommierten Schneidwarenfabrik Omega. Nach dem Tod seiner ersten Frau heiratete er um 1858 Franziska Steiner, mit der er acht Kinder hatte; das dritte war Ernas Mutter Henriette, genannt Henny, geboren in Solingen.
Nach 1905 zog die Familie Marcus, die vermutlich dem liberalen Judentum nahestand, nach Köln, wo sie innerhalb der Stadt mehrfach umzog. Erna Marcus besuchte das Kölner Mädchengymnasium, das vom Verein Mädchengymnasium Cöln initiiert worden und eines der ersten in Deutschland war. Sie soll auch später noch „ein bisschen kölnischen Zungenschlag“ gehabt haben. 1913 absolvierte sie ihr Abitur. Anschließend immatrikulierte sie sich für Medizin an der Universität zu Köln. Möglicherweise wurde die Wahl ihres Studienfachs davon beeinflusst, dass ihre Schwester Grete an Kinderlähmung erkrankt war. 1919 erlangte sie ihre Approbation als praktische Ärztin und promovierte zum Thema Zur Klinik und Pathologie der Influenzapneumonie; ihr Doktorvater war Hugo Ribbert.

### Heirat und Praxisgründung
Am 17. Dezember 1921 heiratete Erna Marcus in Bonn Hans Rüppel, der ebenfalls von Beruf Arzt war. Die Mitgift seiner Frau erlaubte es ihm, ab 1922 das Kurhaus von Herrenalb zu pachten; Erna Rüppel eröffnete dort eine Kinderarztpraxis. Nachdem sie um 1918/19 zur katholischen Kirche übergetreten war, trat sie nun wieder aus der Kirche aus und bekannte sich zum Monismus. 1926 reiste Hans Rüppel als Schiffsarzt der Woermann-Linie um Afrika. 1927 zog das Ehepaar nach Solingen, da dort eine frei gewordene Praxis angeboten worden war; Hans Rüppel wurde zudem leitender Arzt der inneren Station des Bethesda-Krankenhauses. Ende 1933 zogen die Rüppels in ein eigenes Haus mit Wohnungen und Praxen in der Augustastr. 10 in der Solinger Innenstadt und nahmen eine Pflegetochter ins Haus. Das Ehepaar pflegte einen großen Familien- und Freundeskreis, der sich fast ausschließlich aus Anhängern der Weimarer Koalition zusammensetzte. Dazu gehörte etwa der linksdemokratische Studienrat Ludwig Brauns, über den sein Schüler Walter Scheel später sagte, dieser habe in der NS-Zeit versucht „uns die Augen zu öffnen“.

### NS-Zeit

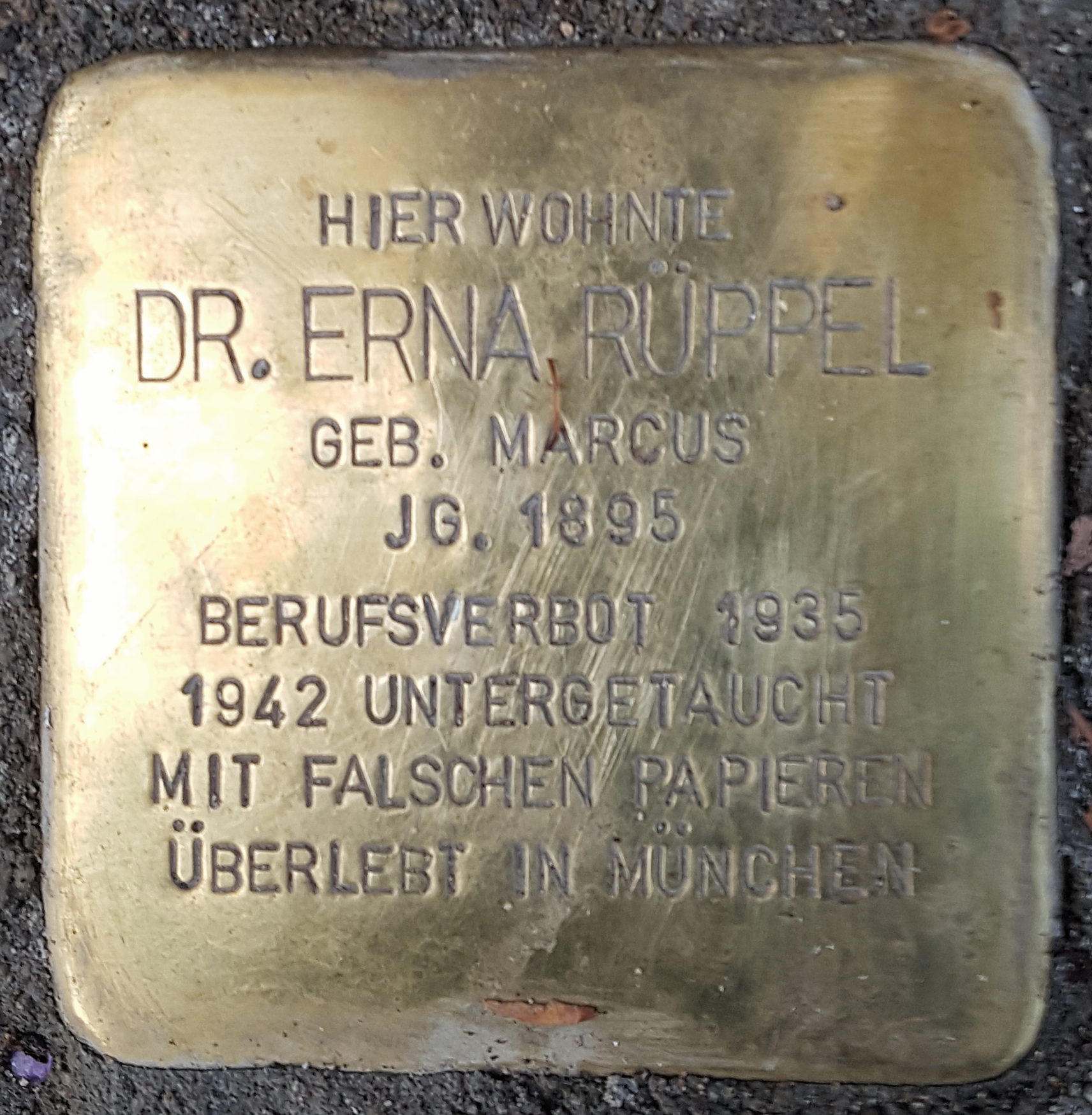
Stolperstein für Erna Rüppel, Augustastr. 10 in Solingen

Am 1. April 1933, nach der „Machtergreifung“ durch die Nationalsozialisten, standen SA-Leute vor der Praxis von Erna Rüppel, um Patienten am Betreten zu hindern. Weil sie als Jüdin galt, verlor sie am 22. April ihre kassenärztliche Zulassung, auch die Zahl ihrer Privatpatienten ging zurück. Ihr nicht-jüdischer Ehemann, der unehelich geboren war, musste seine „arische“ Abstammung nachweisen. Seine Praxis wurde ebenfalls boykottiert, und er musste aus dem Vorstand des Ärztevereins ausscheiden. Weil er in einer sogenannten Mischehe lebte, verlor auch er seine kassenärztliche Zulassung. Im Zuge der Novemberpogrome 1938 wurde das Haus der Rüppels gestürmt und die Einrichtung zerstört.
Die Eheleute beschlossen, sich zum Schein scheiden zu lassen. Hans Rüppel berichtete später, dass diese Entscheidung gefallen sei, damit er wieder als Arzt arbeiten und mit seinen Einkünften die Familie versorgen konnte. Die Eheleute blieben in Verbindung und sollen sich einmal wöchentlich getroffen haben, zudem wechselten sie Briefe über einen Mittelsmann. Erna Rüppel wohnte zunächst bei Freunden in Solingen, bis sie 1942 nach Köln zog, um im dortigen Israelitischen Asyl für Kranke und Altersschwache als Krankenschwester und dann als „Krankenbehandlerin“ zu arbeiten. Ihre Mutter und ihre im Rollstuhl sitzende Schwester erhielten ein Zimmer im Asyl. Auch bemühte sich Erna Rüppel um eine Ausnahmegenehmigung zur Nutzung öffentlicher Verkehrsmittel, um weiterhin in Solingen lebende jüdische Patienten zu behandeln.
Nach einem schweren Bombenangriff auf Köln am 31. Mai 1942 wurde das israelitische Asyl geräumt, und seine Bewohner und das Personal wurden in das Sammellager Müngersdorf transportiert. Von dort aus gelang es Erna Rüppel im Juni 1942, zu fliehen und unterzutauchen. Der deutsche Historiker Horst Sassin äußerte dazu: „Sie handelte aus der klaren Erkenntnis heraus, dass sie Mutter und Schwester nicht mehr helfen konnte.“ Die beiden Frauen starben wenig später in Theresienstadt. Zunächst versteckte sich Erna Rüppel bei Freunden in Düsseldorf und später in Solingen bei Johannes Lutze, einem Pfarrer der Bekennenden Kirche, im Keller von dessen Pfarrhaus im Solinger Stadtteil Dorp. Einige Tage soll sie bei der Familie Hillers verborgen worden sein. Durch die Solinger Süßwaren-Unternehmerin Milena Maric, die Kontakte zu jugoslawischen Diplomaten hatte, erhielt Erna Rüppel im Mai 1943 kroatische Dokumente, die auf den Namen Anna Markus lauteten, mit Geburtsort Sarajevo. Fehlende Sprachkenntnisse wurden damit erklärt, dass sie in Belgien aufgewachsen sei. Später berichtete sie, sie sei im Mai 1943 auf dem Düsseldorfer Hauptbahnhof von einem Offizier kontrolliert worden, dessen Kinder ihre Patienten gewesen seien; der Mann habe sie erkannt, aber passieren lassen.
Nach einem Zwischenaufenthalt in Leipzig traf Erna Rüppel am 1. Juni 1943 in München ein, wo ihr Milena Maric offenbar eine Arbeitsstelle am Rotkreuzklinikum hatte verschaffen können. Sie lebte und arbeitete dort in ständiger Angst entdeckt zu werden. Bei einem Bombenangriff am 7. Januar 1945 wurde das Krankenhaus nahezu gänzlich zerstört. Wenige Wochen später erkrankte Erna Rüppel an einer schmerzhaften Speicheldrüsenentzündung, die sie aber nicht – wie erforderlich – operieren ließ, aus Angst, sich beim Erwachen aus der Narkose zu verraten. Später wurden die aus dieser Erkrankung folgenden Leiden als verfolgungsbedingt anerkannt.
Sassin: „Es fällt auf, dass Erna Rüppel ihr Leben selbst bestimmte und dass sie immer wieder weitreichende Entscheidungen traf. Sie war nicht bereit, sich das Gesetz des Handelns aus den Händen nehmen zu lassen und passiv zu erdulden, wie das NS-Regime ihre Existenz weiter reduzierte.“

### Nach dem Krieg
Nach Kriegsende wurde Erna Rüppel von Freunden mit dem Auto nach Solingen geholt. Kurz darauf fuhr sie gemeinsam mit dem damaligen Solinger Oberbürgermeister Oskar Rieß und weiteren Begleitern in einem Bus in Richtung Theresienstadt, um dort jüdische Solinger Bürger abzuholen und an Informationen über ihre Mutter und ihre Schwester zu gelangen; die Gruppe wurde aber an der Grenze abgewiesen. Erna Rüppel bekam keine Gewissheit über das Schicksal der beiden Frauen, so dass sie diese schließlich 1952 für tot erklären und auf dem Grabstein ihres Vaters in Köln eine Inschrift für sie anbringen ließ. Weil sie bei einem Besuch des jüdischen Friedhofs antisemitisch angepöbelt worden war, besuchte sie das Grab fortan nur in Begleitung.
Am 17. Mai 1946 heirateten Erna und Hans Rüppel erneut, weil sich Versuche, die Scheidung als ungültig erklären zu lassen, aus rechtlichen Gründen als „unmöglich“ erwiesen. Dabei wurde Erna Rüppels Konfession als „protestantisch“ angegeben. Die Eheleute engagierten sich in diesen Nachkriegsjahren gesellschaftlich und sozial: Erna Rüppel, die erneut eine Kinderarztpraxis eröffnete, wurde Mitglied des Betreuungsausschusses für politisch Geschädigte und war Präsidiumsmitglied des überparteilichen Demokratischen Frauenausschusses Groß-Solingen. Hans Rüppel wurde 1948 in den Stadtrat gewählt; das Oberverwaltungsgericht Düsseldorf entschied indes, dass sein Mandat nicht mit der Tätigkeit eines Chefarztes an den Städtischen Krankenanstalten, die er seit Juli 1946 innehatte, vereinbar sei, so dass er seinen Sitz im Rat aufgab. Er unterstützte die Groß-Solinger Heimathilfe, die im US-amerikanischen Newark von ausgewanderten Solingern gegründet worden war und bis 1951 Hilfsgüter nach Solingen sandte. 1952 trennten sich die Eheleute, weil Hans Rüppel eine andere Frau kennengelernt hatte; sie blieben aber einander freundschaftlich verbunden.
1969 erlitt Erna Rüppel, die bis zuletzt ihre Praxis führte, einen Oberschenkelhalsbruch. Während einer anschließenden Kur hatte sie einen Herzinfarkt, an dessen Folgen sie wenige Tage später am 28. Juni 1970 im Alter von 75 Jahren in Solingen starb. Sie wurde auf dem Evangelischen Friedhof Kasinostraße beigesetzt. Es soll zwei Stunden gedauert haben, bis alle Trauernden am Grab von ihr Abschied genommen hatten. Das Grab ist nicht mehr existent.
Im August 2018 wurde vor dem ehemaligen Wohnhaus von Erna Rüppel in der Augustastr. 10 ein Stolperstein für sie verlegt. Bei der Verlegung waren 25 Angehörige der Familie Feist (Familie der Mutter von Erna Rüppel) anwesend, die aus Schweden, Portugal, Deutschland, den USA und Israel angereist waren.